# Briareum gorgonoideum
Briareum gorgonoideum är en korallart som beskrevs av Henri Marie Ducrotay de Blainville 1830. Briareum gorgonoideum ingår i släktet Briareum och familjen Briareidae. Inga underarter finns listade i Catalogue of Life.